# Deklination (Geographie)
Deklination (auch: Missweisung oder Ortsmissweisung; engl.: magnetic declination oder variation) ist anschaulich der Winkelunterschied zwischen der am Magnetkompass angezeigten Nordrichtung und der geographischen Nordrichtung, welcher insbesondere bei der Navigation berücksichtigt werden muss. Mathematisch ausgedrückt ist die Deklination an einem Punkt der Erdoberfläche die Winkeldifferenz zwischen der Projektion des magnetischen Feldlinienvektors auf die Horizontebene und dem Meridianvektor (beide nach Norden gerichtet).

Beispiel einer magnetischen Deklination, die eine Kompassnadel mit einer "positiven" (oder "östlichen") Abweichung vom geografischen Norden zeigt. N_{g} ist geografischer oder wahrer Norden, N_{m} ist magnetischer Norden und δ ist die magnetische Deklination.

Die örtlichen Unterschiede des Deklinationswinkels werden hauptsächlich durch die Unregelmäßigkeiten des Erdmagnetfeldes bestimmt, in Polnähe außerdem durch die unterschiedliche Lage von geographischem und magnetischem Pol.

## Erdmagnetfeld und Deklination

### Geographischer und magnetischer Pol
Der geographische Nordpol wird durch die Rotationsachse der Erde definiert. Er ist einer der beiden Punkte, in denen die Erdachse durch die Erdoberfläche tritt.
Der arktische Magnetpol ist definiert als jene Region der Erdoberfläche, in der das Erdmagnetfeld senkrecht in die Erde eintritt. Er befindet sich – durch Lage und Gestalt des Erdmagnetfeldes bestimmt – in der kanadischen Arktis, lag im Jahr 2005 etwa 800 km vom geographischen Nordpol entfernt und ändert seine Lage jährlich um mehrere zehn Kilometer.
Der magnetischen Polarität nach ist er ein Südpol, siehe Kompass.
Ein zwischen dem magnetischen und dem geographischen Pol befindlicher Kompass zeigt nicht zum geographischen Pol, sondern in die entgegengesetzte Richtung zum magnetischen Pol – die Deklination beträgt in diesem rein geometrisch bedingten Extremfall 180°. In weniger polnahen Gegenden ist sie jedoch deutlich geringer.

### Unregelmäßigkeiten des Erdmagnetfeldes

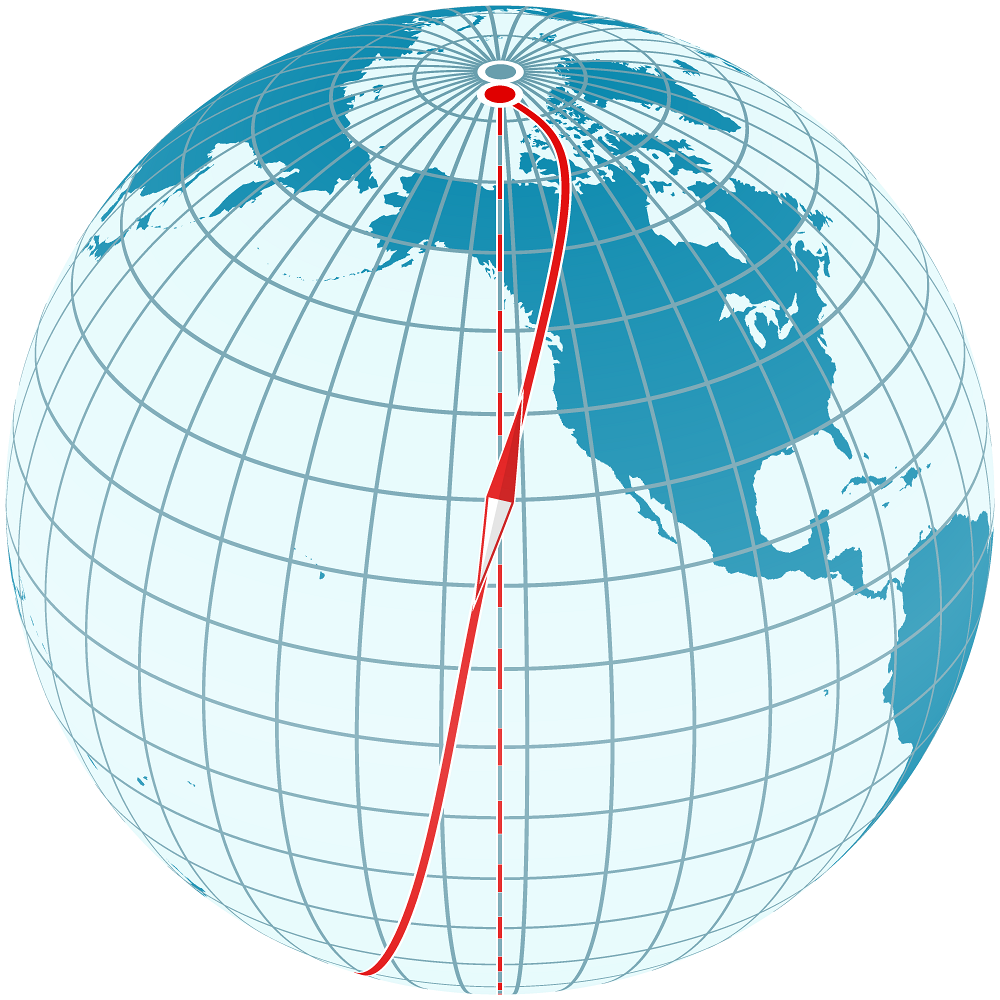
Ein stets den örtlichen Kompassrichtungen folgender Weg läuft nicht auf den geographischen Nordpol zu. Dies ist auch dann der Fall, wenn der magnetische und geographische Pol in derselben Richtung liegen.

Es wird oft angenommen, die unterschiedliche Lage von magnetischem und geographischem Pol sei die alleinige Ursache dafür, dass ein Kompass nicht genau zum geographischen Nordpol zeigt. Dass dem nicht so ist, zeigt schon ein Blick auf eine Deklinationskarte: Der arktische magnetische Pol liegt gegenwärtig etwa auf 133° westlicher Länge. Da für alle Punkte, die auf dem Meridian 133° West liegen, magnetischer und geographischer Pol in derselben Richtung liegen, müsste die Deklination nach diesem Argument also Null sein. Tatsächlich beträgt sie aber auf diesem Meridian am Äquator und in gemäßigten nördlichen Breiten (im Pazifik vor der nordamerikanischen Küste) zwischen zehn und zwanzig Grad und nimmt zum Pol hin noch erheblich zu.
Dies ist auf Unregelmäßigkeiten in der Gestalt des Erdmagnetfeldes zurückzuführen, wie sie in der nebenstehenden Abbildung erkennbar sind. Als rote Linie dargestellt ist ein magnetischer Meridian, dessen Verlauf überall der von Kompassen angezeigten Richtung folgt. Der Winkel zwischen einem magnetischen Meridian und den blau dargestellten, exakt in Nord-Süd-Richtung verlaufenden geographischen Meridianen ist die örtliche Deklination. Wie zu erkennen ist, schneidet der dargestellte magnetische Meridian den in Bildmitte verlaufenden Längengrad 133° West (blau-rot-gestrichelte Linie) unter einem Winkel von gut zehn Grad und weist damit nicht zum magnetischen Pol. In seinem weiteren Verlauf zielt er zunächst östlich am Magnetpol vorbei, um dann aber nach einer Kurve doch in ihm zu enden. Ein Reisender, der stets der von seinem Kompass angezeigten Richtung folgt, erreicht also letztlich den magnetischen Pol, aber im Allgemeinen auf einem gekrümmten Weg. Ähnliche Verhältnisse gelten auch für die übrigen Regionen des Erdmagnetfeldes.
Ein Beobachter im deutschsprachigen Raum kann feststellen, dass die örtlichen magnetischen Meridiane in eine Richtung knapp östlich des geographischen Pols zielen, so dass die Deklination hier einige Grad Ost beträgt. In ihrem weiteren Verlauf folgen die Meridiane dieser Richtung zunächst fast geradlinig und schwenken erst nach Passieren des geographischen Pols in Richtung des Magnetpols um.
Die folgenden Diagramme zeigen die Verteilung der für die Ausrichtung von Kompassen ausschlaggebenden Horizontalkomponente des Erdmagnetfeldes. Rot dargestellt sind magnetische Meridiane, welche überall der von Kompassen angezeigten Richtung folgen.

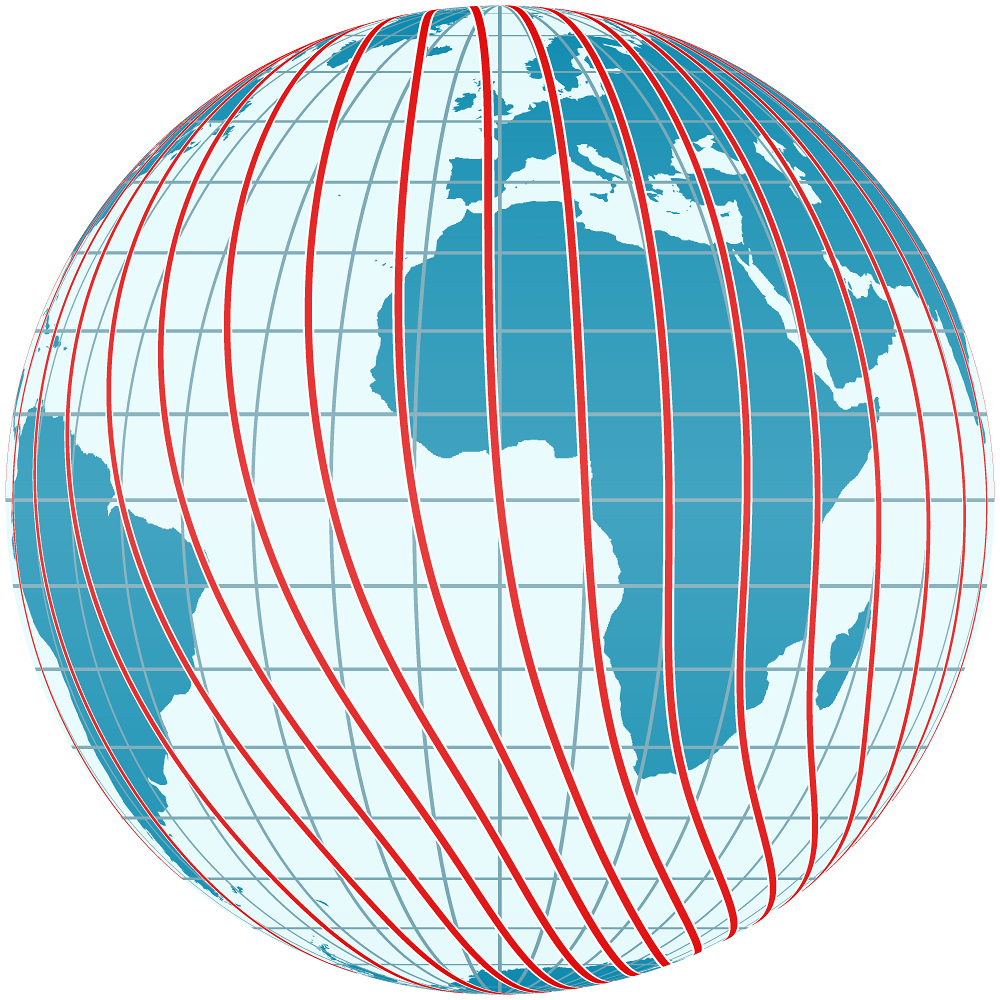
Blick auf 0° geographischer Länge
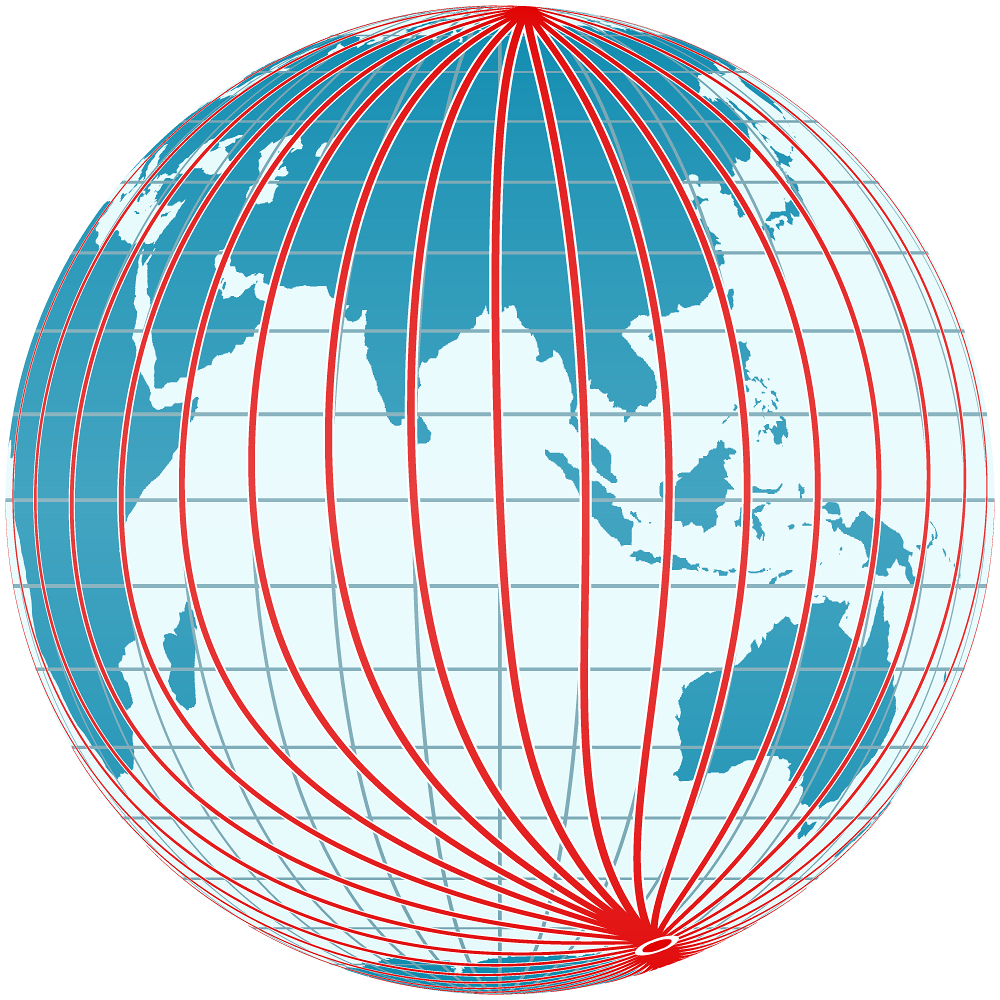
Blick auf 90° geographischer Länge
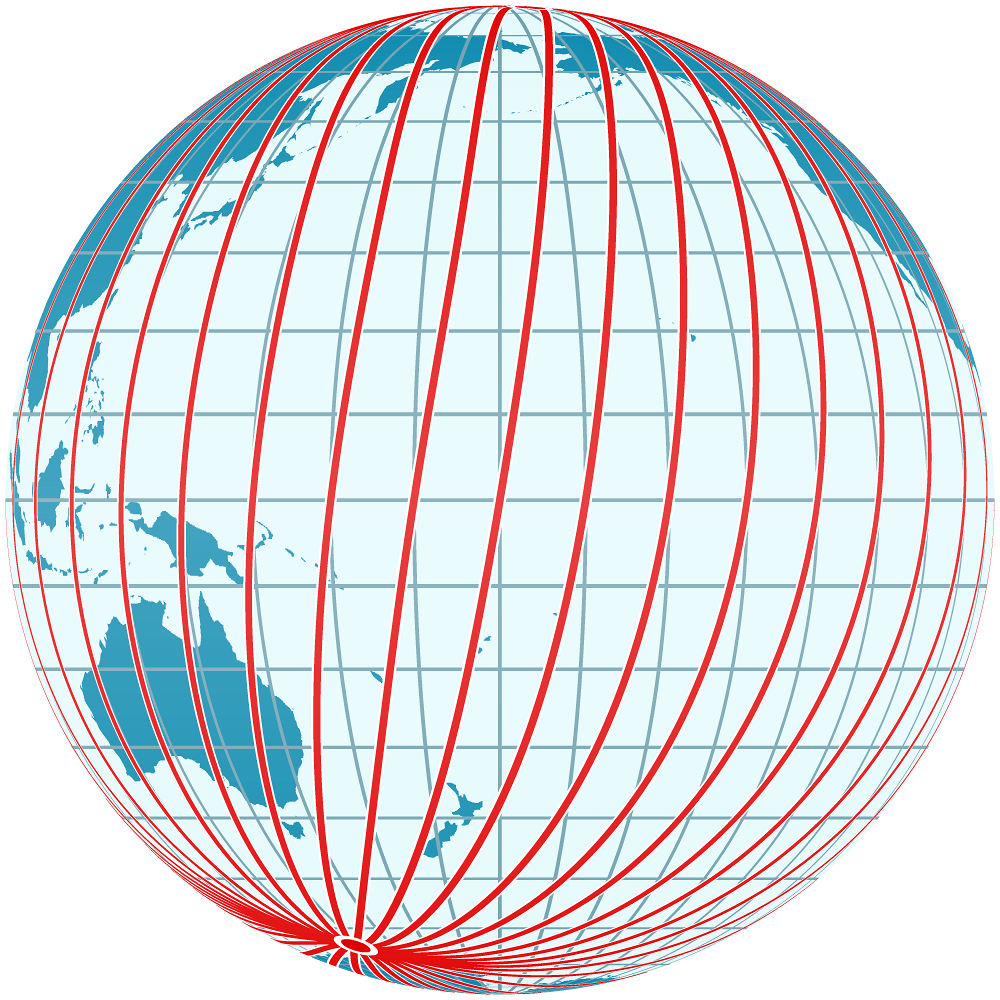
Blick auf 180° geographischer Länge
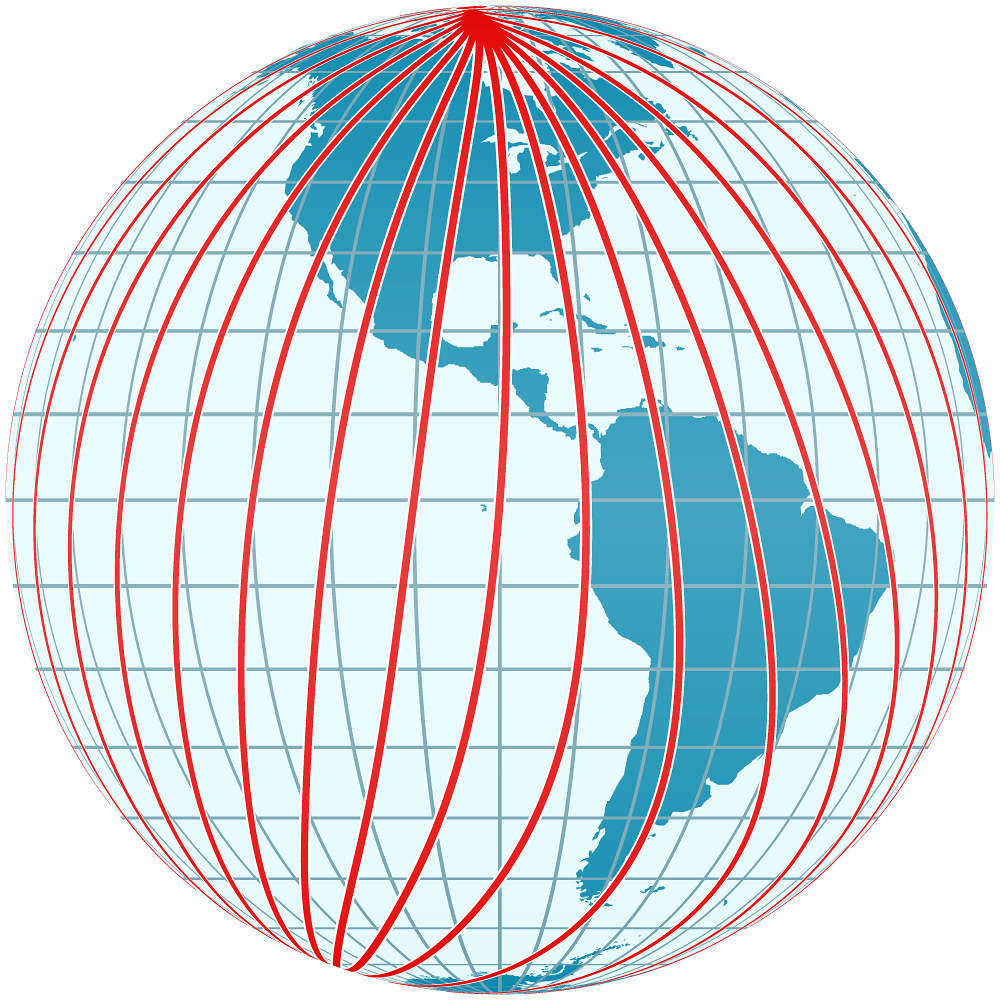
Blick auf −90° geographischer Länge
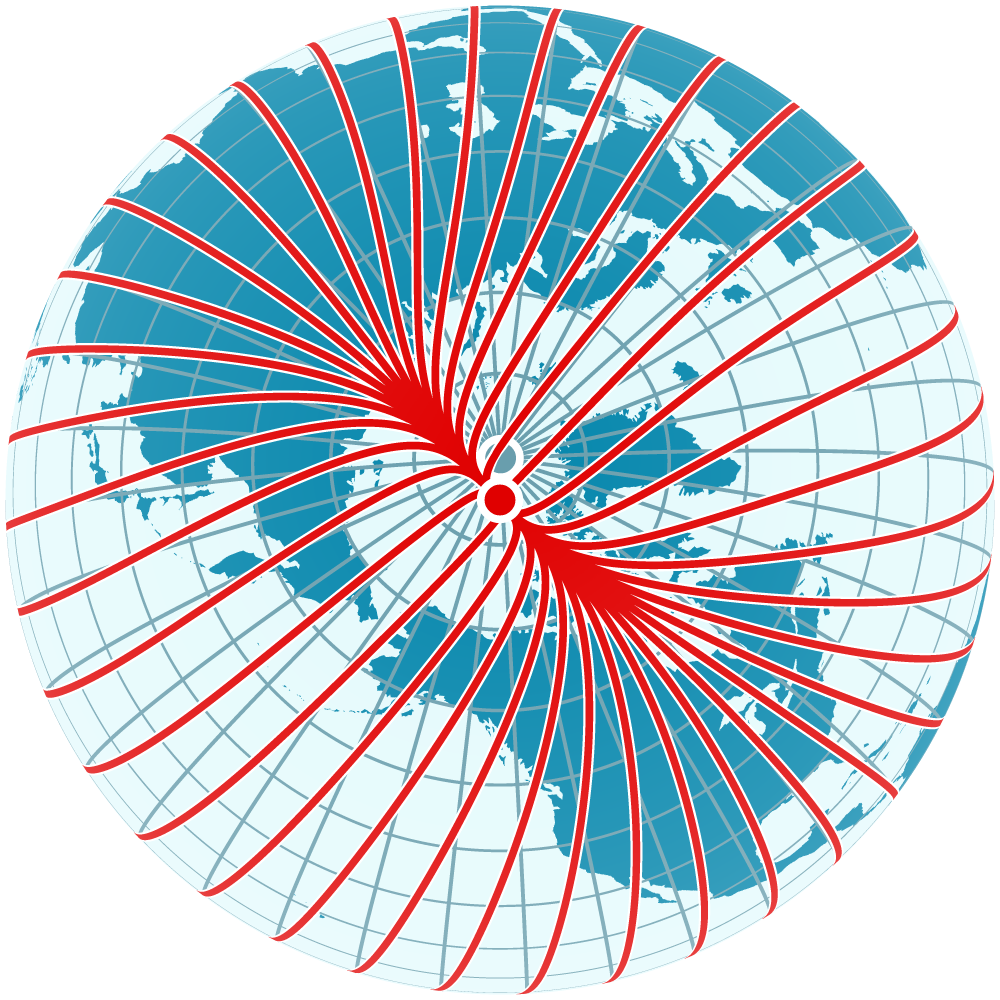
Blick auf den arktischen Magnetpol
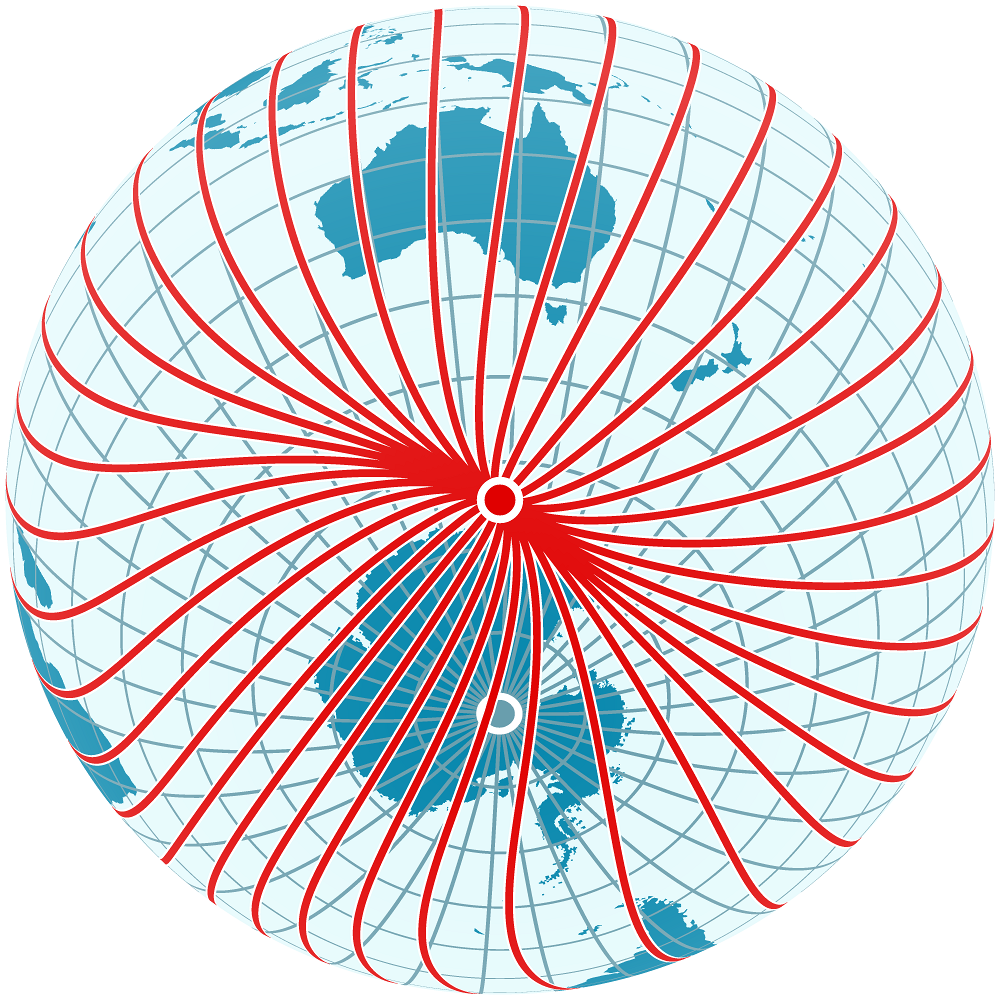
Blick auf den antarktischen Magnetpol
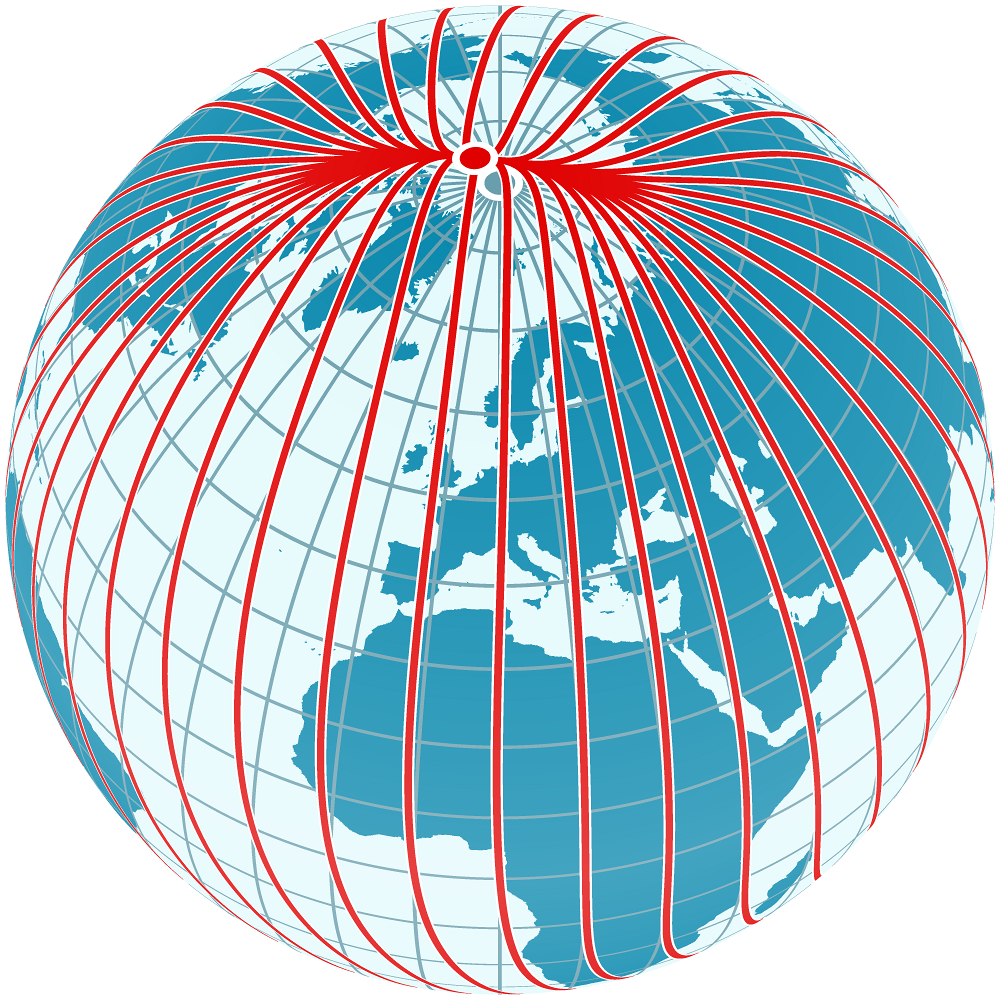
Blick auf Europa

### Erdmagnetfeld und Pole
„Die Leute würden sich wahrscheinlich wesentlich weniger für magnetische Pole interessieren, wenn ihnen klar wäre, dass deren Lage nicht bestimmt, in welche Richtung eine Kompassnadel zeigt.“

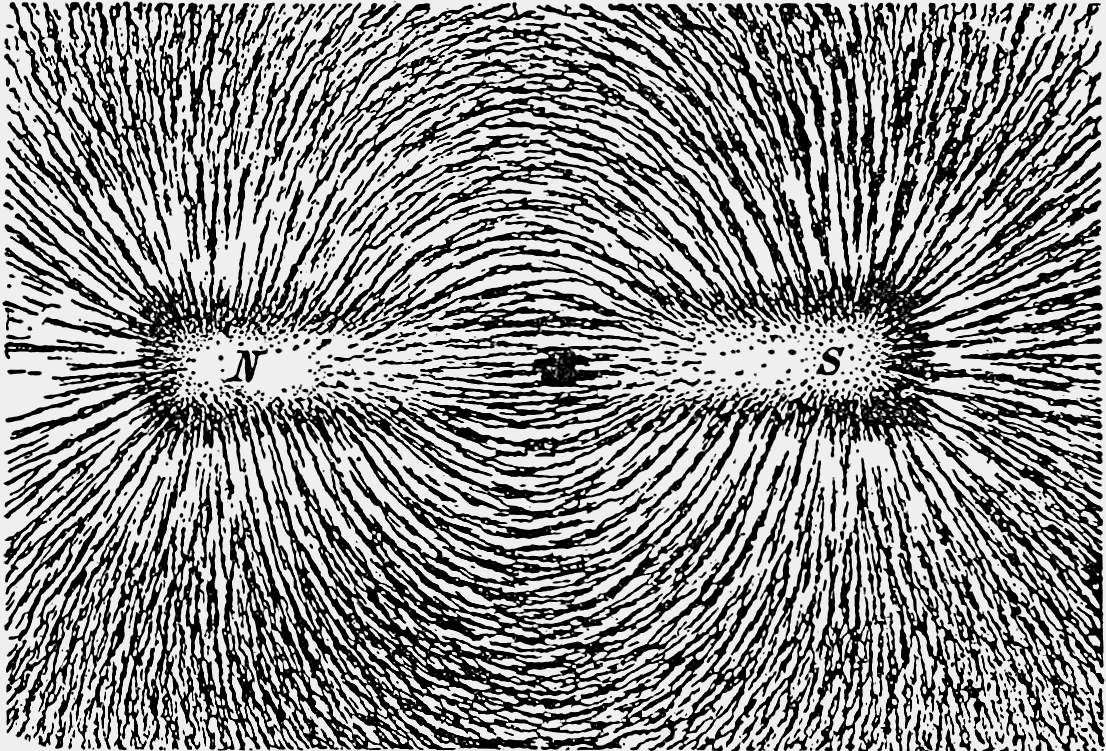
Das Magnetfeld eines Stabmagneten kann vereinfacht durch zwei als Anziehungszentren wirkende Pole beschrieben werden …

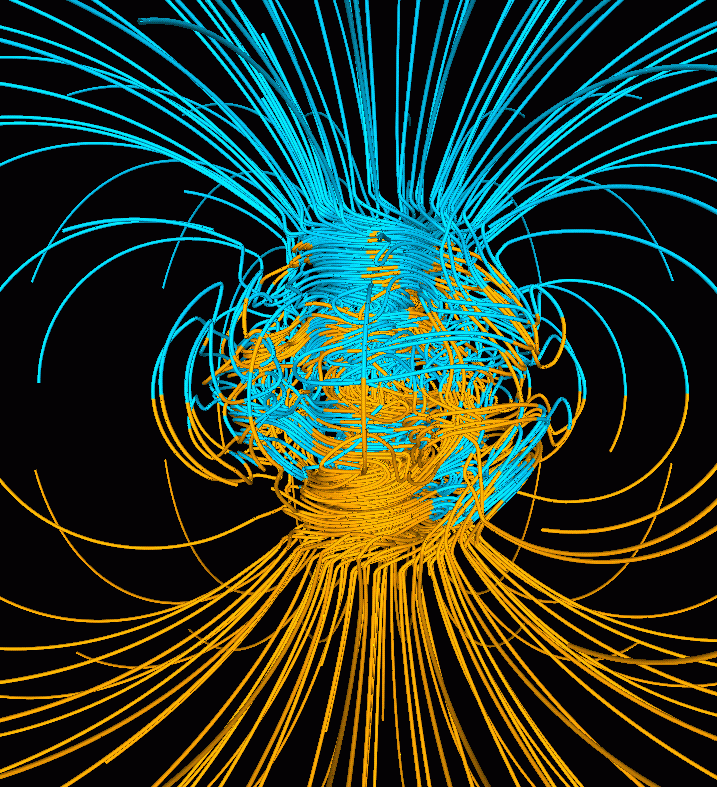
… während das Erdmagnetfeld auf kompliziertere Weise über den äußeren Erdkern verteilt erzeugt wird.

Die irrtümliche Erwartung, die Kompassnadel müsse direkt zum erdmagnetischen Pol zeigen, wird dadurch begünstigt, dass sowohl die Pole eines herkömmlichen Magneten als auch die Pole des Erdmagnetfeldes trotz ihrer sehr unterschiedlichen Definition mit demselben Begriff „Pol“ bezeichnet werden.
- Die Pole eines einfachen Magneten wie beispielsweise eines Stabmagneten sind gedachte Punkte innerhalb des Magneten, die so gewählt wurden, dass das äußere Magnetfeld sich in möglichst guter Näherung durch gedachte Feldlinien beschreiben lässt, die von dem einen Pol als Feldquelle ausgehen und in den anderen als Feldsenke eintauchen. (Derartige einzelne Pole existieren nicht wirklich, aber sie können zur genäherten mathematischen Beschreibung des Feldes verwendet werden.) Das Feld solcher Magnete ist im Wesentlichen durch die Lage und die Stärke dieser Pole bestimmt.[4]

- Die Pole des Erdmagnetfeldes hingegen sind definiert als jene Orte an der Erdoberfläche, an denen das Magnetfeld senkrecht steht.[Anm. 1] Sie haben mit der Erzeugung und der Gestalt des Erdmagnetfeldes nicht direkt zu tun – sie sind eine Folge der Gestalt des Feldes, welches nicht an der Oberfläche, sondern in einer ausgedehnten Region des äußeren Erdkerns erzeugt wird.[5]

Das äußere Erdmagnetfeld kann man sich näherungsweise durch einen Stabmagneten im Erdinneren erzeugt denken. Soll dieses Ersatzfeld möglichst gut mit dem wirklichen Feld übereinstimmen, so müsste dieser gedachte Stabmagnet im Erdmittelpunkt sehr kurz sein. Seine Pole lägen tausende von Kilometern unterhalb der Pole des Erdmagnetfeldes, welche definitionsgemäß an der Oberfläche liegen. Diese Betrachtung unterstreicht, dass die Pole des Erdmagnetfeldes keine Anziehungszentren wie die Pole eines Stabmagneten sind; sie sind lediglich jene Stellen an der Oberfläche, an denen das Magnetfeld zufällig senkrecht steht. Wie dieses Ersatzbild bereits andeutet, verlaufen auch die realen Feldlinien des Erdmagnetfeldes keineswegs vom antarktischen zum arktischen Magnetpol. Sie entspringen vielmehr tief im Erdinneren der Südhalbkugel, treten an allen Orten südlich des magnetischen Äquators aus der Erdoberfläche aus, um über die Nordhalbkugel verteilt wieder in die Erdoberfläche einzutreten und weit ins Erdinnere abzutauchen (siehe auch → Inklination und → magnetischer Meridian).
Die Ausrichtung eines Kompasses wird daher nicht durch die Magnetpole kontrolliert, sondern ausschließlich durch die Richtung des örtlichen Magnetfelds. Die Richtung des örtlichen Magnetfelds an der Erdoberfläche wiederum ist durch die ungleichmäßige Verteilung der Feldquellen im Erdinneren bestimmt und nicht durch die Lage der Pole. Obwohl also die Kompassnadel wegen der dipolähnlichen Gestalt des Gesamtfeldes generell in eine nördliche Richtung zeigt, weicht über große Teile der Erdoberfläche die örtliche Richtung Feldlinien des Erdmagnetfeldes von der Richtung zum arktischen Magnetpol ab.

### Geschichte

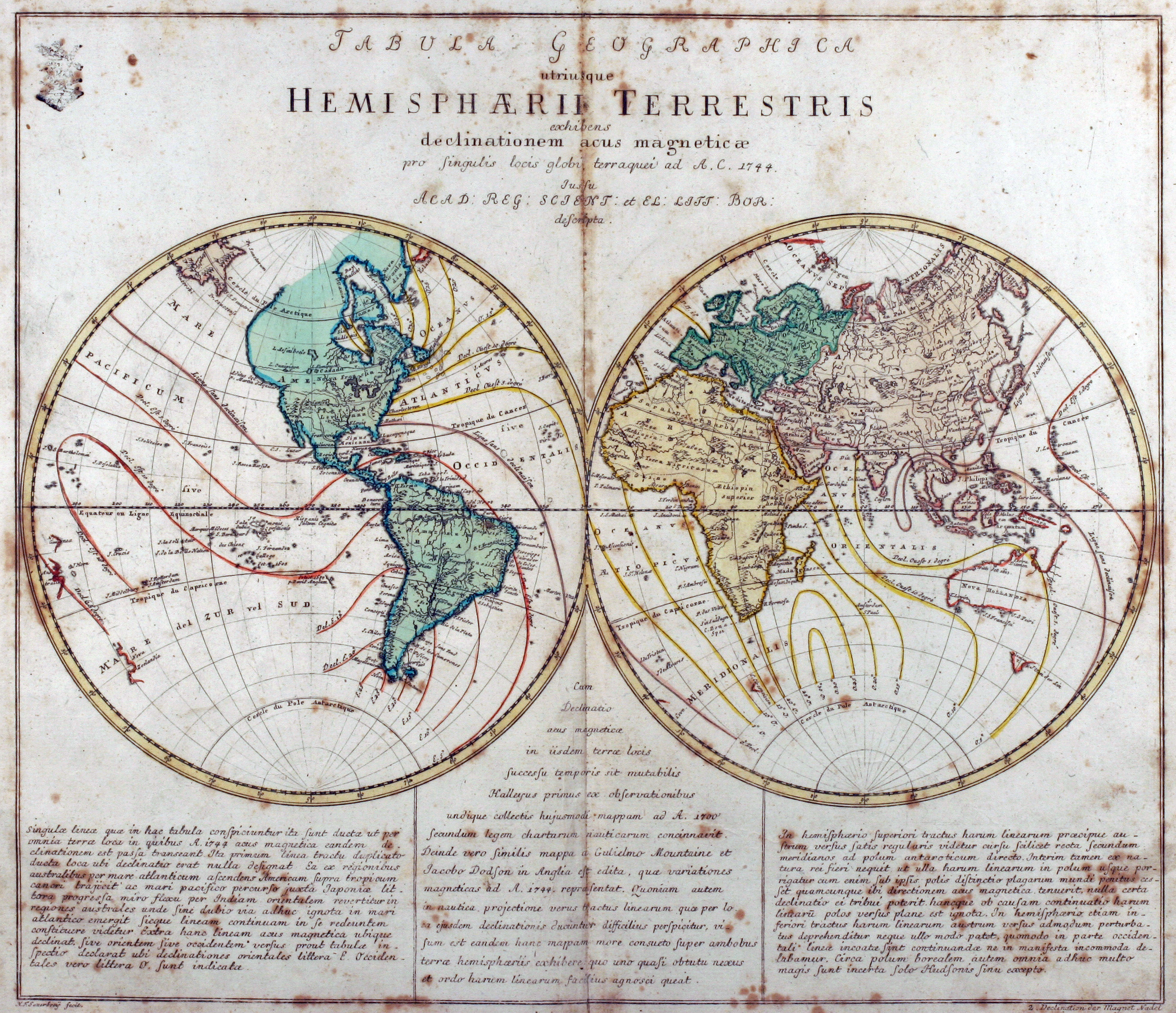
Deklinations-Weltkarte von Leonhard Euler aus dem Jahr 1753

Eine erste Beobachtung der Deklination wurde vermutlich um das Jahr 720 von dem chinesischen Astronomen Yi Xing vorgenommen. Aus den Jahren 720 bis 1280 lassen sich den chinesischen Quellen mindestens neun Bestimmungen der Deklination entnehmen. Europäische Quellen legen nahe, dass die Deklination in Europa seit den frühen 1400ern grundsätzlich bekannt war. Die erste europäische Messung der Deklination ist vermutlich eine von Georg Hartmann um 1510 in Rom durchgeführte Beobachtung.
Gerhard Mercator schloss 1546 aus Beobachtungen der Deklination, dass der Punkt, zu welchem die Magnetnadel zeigt, sich nicht am Himmel befindet (also nicht mit dem Polarstern identisch ist, wie teilweise vermutet), sondern auf der Erde liegt. William Gilbert beschrieb 1600 die Erde selbst als einen großen Magneten, dessen Pole die Enden der Magnetnadeln anziehen.
Portugiesische Seefahrer entwickelten Methoden, die Deklination auch auf See bestimmen und so den Kompass zur Ortsbestimmung nutzen zu können. João de Castro beispielsweise ermittelte zwischen 1538 und 1541 auf seinen Reisen nach Ostindien, entlang der indischen Westküste und im Roten Meer insgesamt 43 Deklinationswerte – der erste Versuch, die Deklination weltweit zu kartieren. Edmond Halleys zwei Schiffsreisen durch den Nord- und Südatlantik 1698–1700 waren die ersten Seefahrten, die zu rein wissenschaftlichen Zwecken unternommen wurden und resultierten 1702 in einer ersten Deklinationskarte für den Atlantik (Halleysche Linien).

## Veränderlichkeit der Deklination

### Interne und externe Ursachen
Der Hauptteil des Erdmagnetfeldes wird durch Konvektionsströmungen im Erdkern erzeugt. Diese Vorgänge unterliegen sehr, sehr langsamen Veränderungen, welche auch langsame Änderungen der Deklination nach sich ziehen, die so genannten säkularen Änderungen. Diese spielen sich auf Zeitskalen von einigen Jahren bis zu einigen Millionen Jahren ab. Sie äußern sich in Europa gegenwärtig hauptsächlich in einer langsamen Westdrift der Isogonen um mehr als 20 km pro Jahr. Die dadurch bedingte Veränderung der Deklination lässt sich nur für einige wenige Jahre näherungsweise vorhersagen.
Für München betrug die Deklination um 1841 fast 17° West und nimmt seither kontinuierlich östlichere Werte an. Sie erreichte Ende der 1980er Jahre 0°, betrug 2014 gut 3° Ost, 2021 rund 4° Ost und nimmt jährlich um 9,7 Bogenminuten zu.
Geringere Anteile des Erdmagnetfeldes stammen aus der Magnetosphäre und der elektrisch leitfähigen E-Schicht der Ionosphäre. Diese Anteile unterliegen rascheren Änderungen, auf Zeitskalen von Sekundenbruchteilen bis zu einigen Jahren. Sowohl Magnetosphäre als auch Ionosphäre stehen insbesondere in Wechselwirkung mit dem Sonnenwind. Dessen Einfluss schwankt wegen der Erdrotation im Tagesrhythmus und führt unter anderem zu einem leichten Tagesgang der Deklination.
An magnetisch ruhigen Tagen (Sq-Variation) folgt die tägliche Schwankung einem im Einzelfall nicht exakt vorhersagbaren, im Mittel jedoch typischen Muster. Die Stärke der Schwankung hängt von der Tageszeit, der Jahreszeit, der geographischen (genauer: magnetischen) Breite und anderen Faktoren ab. In nördlichen Breiten nimmt die Deklination typischerweise gegen acht oder neun Uhr vormittags Ortszeit ein östliches Maximum an, dem gegen 13 oder 14 Uhr ein westlicher Extremstand folgt. Es schließt sich nachmittags und nachts eine langsame östliche Drift an, bis am nächsten Vormittag wieder ein östliches Maximum erreicht wird. In südlichen Breiten liegt das westliche Maximum am Vormittag und das östliche am Nachmittag. Die Stärke der Schwankung ist im Sommer größer als im Winter und in der Nähe eines magnetischen Pols größer als am Äquator. In Deutschland beträgt die typische tägliche Schwankung im Winter etwa vier Bogenminuten, an heißen Sommertagen etwa acht bis zehn Bogenminuten.
Während eines magnetischen Sturms kann die Deklination in Polnähe um 30° und mehr schwanken, in gemäßigten Breiten bis zu etwa 2°.

### Geschichte

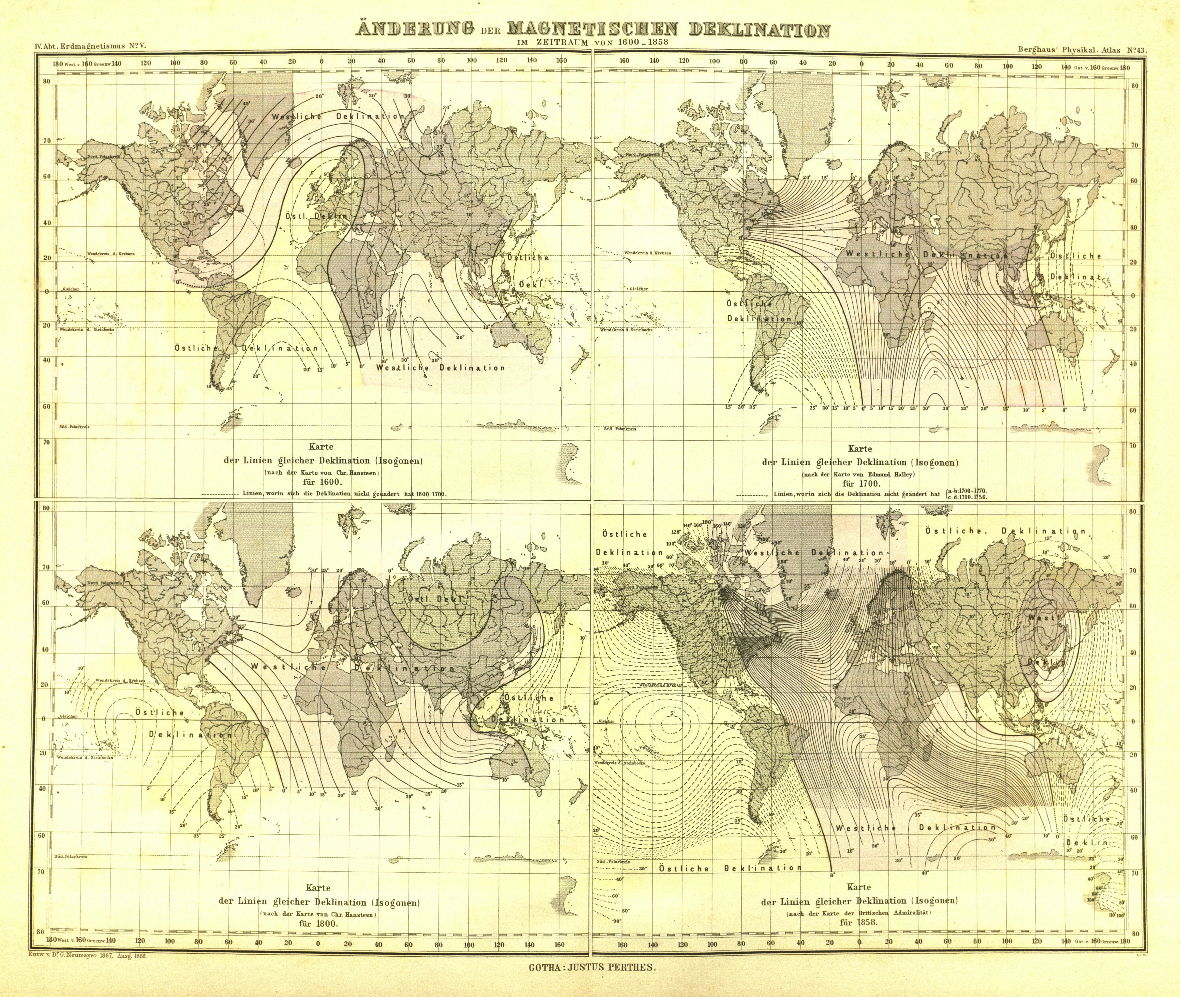
Änderung der magnetischen Deklination von 1600 bis 1858, auf einer Karte von 1891

Die Veränderlichkeit des Erdmagnetfeldes wurde erstmals von Henry Gellibrand festgestellt, welcher im Juni 1634 die Deklination in London um mehr als 7° kleiner fand als William Borough sie im Oktober 1580 gemessen hatte. Die Untersuchungen von Edmond Halley (darunter die auf zwei Schiffsreisen 1698–1700 gewonnenen magnetischen Messungen) deuteten eine Westdrift des Erdmagnetfeldes an. Dem Londoner Uhrmacher George Graham gelang 1722 mit einer auf 2′ ablesbaren Magnetnadel die Entdeckung beständiger täglicher Richtungsänderungen des Erdmagnetfeldes, die an einem Tag, manchmal innerhalb weniger Stunden, 30′ überschreiten konnten. Er unterschied als erster zwischen ruhigen und gestörten Tagen. Im Jahre 1741 stellten Olav Peter Hiorter und Anders Celsius in Uppsala einen Zusammenhang zwischen magnetischen Stürmen und Polarlichtern fest, als sie Änderungen der Deklination von 4° innerhalb von 4 Minuten beobachteten.
John Canton wies 1759 in London nach, dass die mittlere Bewegung der Nadel an ruhigen Tagen im Sommer größer war (über 13′) als im Winter (weniger als 7′), womit erstmals eine Veränderlichkeit mit jährlicher Periode identifiziert worden war (Cassini zeigte 1782 in Paris, dass es sich nicht um einen bloßen Temperatureinfluss handelte). Die organisierte wissenschaftliche Untersuchung des Erdmagnetfeldes begann im frühen 19. Jahrhundert mit den Arbeiten von Humboldt in Berlin, Arago in Paris, sowie Gauß und Weber (den Gründern des Magnetischen Vereins) in Göttingen.

## Deklination und Navigation

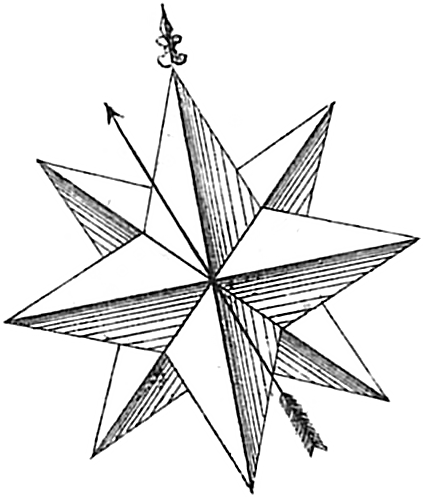
Windrose mit einer Missweisung von −22° auf einer Karte Neuwerks von 1826

Im deutschsprachigen Raum betrug die Deklination im Jahr 2010 nur etwa ein bis vier Grad in Richtung Osten und nimmt jährlich um etwa sechs bis acht Winkelminuten in östlicher Richtung zu. Sie kann wegen ihres geringen Betrages für viele Orientierungsaufgaben (z. B. beim Wandern) ignoriert werden. Bei höheren Genauigkeitsansprüchen oder in Gegenden mit größerer Deklination (sie erreicht z. B. in Kanada, USA, Südafrika und Neuseeland bis zu 20° und mehr) muss sie jedoch berücksichtigt werden.
Die Richtungen hinsichtlich geographisch Nord und magnetisch Nord können bei Kenntnis der aktuellen örtlichen Deklination einfach ineinander umgerechnet werden. Hierbei ist jedoch sorgfältig auf korrekte Vorzeichen zu achten. Liegt magnetisch Nord westlich von geographisch Nord, so bezeichnet man die Deklination als westlich und zählt sie negativ; liegt magnetisch Nord östlich von geographisch Nord, so bezeichnet man die Deklination als östlich und zählt sie positiv.
Eine Merkregel lautet: „Vom Falschen zum Wahren mit dem wahren Vorzeichen, vom Wahren zum Falschen mit dem falschen Vorzeichen.“ Die „wahre“ Richtung ist dabei die auf geographisch Nord bezogene Richtung (vgl. rechtweisend), die „falsche“ Richtung ist die auf magnetisch Nord bezogene (vgl. missweisend).
Soll also eine auf magnetisch Nord bezogene Richtungsangabe in eine auf geographisch Nord bezogene Richtung umgewandelt werden (falsch → wahr), so ist die Deklination unter Berücksichtigung ihres angegebenen Vorzeichens zu addieren. Soll ein auf geographisch Nord bezogener Kurs in einen auf magnetisch Nord bezogenen Kurs umgewandelt werden (wahr → falsch), so ist die Deklination unter Umkehrung ihres Vorzeichens zu addieren.
Weitere Verfahren zur Kursumwandlung bei der Orientierung mit dem Kompass im Gelände siehe → Wanderkompass.
Für Details der Kursumwandlung in der See- und Luftfahrt siehe → Kursbeschickung.
Zur Verwendung für die Navigation mit dem Kompass werden die örtlichen Deklinationen in Isogonenkarten dargestellt. (Die eingezeichneten Isogonen verbinden Orte gleicher Deklination). Die Deklination lässt sich solchen Karten entnehmen oder auch von Deklinationsrechnern (siehe Weblinks) abrufen. Auf amtlichen Seekarten ist aber auch stets die für das dargestellte Gebiet repräsentative Deklination als Zahlenwert angegeben. Ebenso auf den meisten topographischen Karten.
In der Luftfahrt wird die Deklination auch mit Variation (VAR) bezeichnet. Auf Luftfahrtkarten ist sie den in das Kartenbild eingezeichneten Isogonen zu entnehmen.

## Ermittlung der Deklination
Die Deklinationsdaten für die o. g. Isogonenkarten wie auch für die o. g. Deklinationsrechner (siehe Weblinks) stammen in der Regel aus mathematischen Magnetfeldmodellen, Die Daten für diese Modelle wiederum stammen aus Satellitenerkundungen sowie aus weltweiten Messungen durch geomagnetische Observatorien (etwa 200 weltweit). Diese Modelle gestatten, die Deklination auch für Orte und (in begrenztem Rahmen) für Zeiten zu ermitteln, an und zu denen keine unmittelbaren Messungen stattgefunden haben.
Beispiele für solche Modelle sind das International Geomagnetic Reference Field (IGRF) oder das World Magnetic Model (WMM). Diese Modelle beschreiben allerdings nur die aus dem Erdkern stammenden großräumigen Feldstärkeverteilungen. Kleinräumige Feldstrukturen, die in der Erdkruste mancherorts vorhanden sind, werden nicht berücksichtigt. Die Modelle können daher im Vergleich mit dem realen Feld örtlich begrenzte Abweichungen von bis zu einigen Grad aufweisen. Solche Abweichungen sind meist an Land, über Kontinentalrändern und über Tiefseebergen, Meeresrücken sowie -gräben zu finden. In Einzelfällen können lokale geologische Strukturen Abweichungen von 10° und mehr vom globalen Modell verursachen. Auf See geben die Modelle in der Regel die Messungen mit einer Streuung von etwa 0,5° wieder. Naturgemäß nicht berücksichtigt sind in den Modellen auch die sog. nicht-säkularen kürzerfristigen Änderungen wie z. B. der Tagesgang oder magnetische Stürme. Die Genauigkeit der Modelle ist daher nicht überall gegeben. Die Modelle werden zurzeit nur alle fünf Jahre grundsätzlich neu gefasst und die dazwischen liegende Zeit mit Angaben zur Änderungsrate abgedeckt.
Ist die Deklination nicht oder nur mit ungenügender Genauigkeit bekannt, so kann sie für den aktuellen Standort annähernd selbst bestimmt werden, indem die Differenz zwischen der mit einem präzisen Kompass ermittelten Peilrichtung (also dessen Richtung bezüglich magnetisch Nord) auf ein möglichst fernes Ziel und der anderweitig (z. B. aus einer Karte) ermittelten geographischen Richtung zum Peilobjekt gebildet wird. Der so ermittelte Winkel erfasst nicht nur die Deklination, sondern evtl. auch die Ablenkung durch magnetische Störungen in der unmittelbaren Umgebung (siehe Deviation). Soll also ausschließlich die Deklination bestimmt werden, so ist darauf zu achten, dass es in der unmittelbaren Umgebung keinerlei magnetische Störungen gibt. Die Genauigkeit der auf diese Weise ermittelten Deklination hängt natürlich auch von der Genauigkeit des verwendeten Kompasses sowie von der Durchführung der Peilung ab.
Die reale Verteilung der Deklination kann jedoch nur durch Messung erfasst werden. Geeignet eingerichtete magnetische Observatorien sind in der Lage, die Deklination mit einer Genauigkeit bis zu 5 Bogensekunden zu messen.

## Trivia
Die Landebahnkennungen von Flugplätzen werden in der Regel aus den auf magnetisch Nord bezogenen Bahnrichtungen abgeleitet. Die entsprechende Gradzahl wird durch zehn dividiert und auf Ganzzahligkeit gerundet. Eine Bahn mit der Kennung 04/22 beispielsweise verläuft in Richtung 40° (und 220° in der Gegenrichtung). Wegen der säkularen Änderung der Deklination verändert sich längerfristig die Bezugsrichtung magnetisch Nord und damit auch die auf magnetisch Nord bezogene Richtung der Bahn. Es kommt daher gelegentlich vor, dass Landebahnkennungen geändert werden müssen. So wurde beispielsweise die Bezeichnung der Landebahn des Flughafens Salzburg am 23. August 2012 von 16/34 auf 15/33 aktualisiert. Auch die heutige Landebahn 02/20 des Flugplatzes Wilhelmshaven wurde entsprechend angepasst. Laut Reinhard Mey war es diese Bahn, die 1974 als „Startbahn Null Drei“ in seinem Lied „Über den Wolken“ Erwähnung fand.
(Die örtliche Deklination nimmt zu, die Bezugsrichtung magnetisch Nord driftet also nach Osten, die von magnetisch Nord über Ost gezählte Gradzahl der Bahnrichtung wird daher kleiner.)

## Verwandte Begriffe
Meridiankonvergenzist der Winkel zwischen geographisch Nord und Gitternord. Die Gitterlinien einer Karte verlaufen parallel zum Hauptmeridian und nur in diesem fallen geographisch Nord und Gitternord zusammen.
Nadelabweichung (engl. grivation)ist der Winkel zwischen Gitternord einer Karte und magnetisch Nord. Es gilt:
Nadelabweichung = magnetische Deklination – Meridiankonvergenz.
Dabei sind die Vorzeichen zu beachten, also die Richtungen der Abweichungen.
Deviation oder Ablenkungist der Winkel zwischen magnetisch Nord und der durch lokale Störfelder abgelenkten realen Magnetnadel.
Inklinationist der Winkel, mit dem die Feldlinien durch die Erdoberfläche treten.